# Fotoklub Čakovec
Udruga Fotoklub Čakovec osnovan je 2007. godine kao udruga građana. Najvažniji mu je cilj promocija fotografske umjetnosti, ali i razvitak i unapređenje fotografije kao tehničke i umjetničke discipline, popularizacija i vraćanje fotografije u osnovne i srednje škole na području Međimurske županije, te samim time podizanje interesa za kreativno izražavanje. Fotoklub organizira razne fotografske natječaje, izložbe, radionice, izlete te internacionalna druženja. Aktivni je izdavač s dvije biblioteke knjiga (Edukativna biblioteka Fotokluba Čakovec i Fotomonografije Fotokluba Čakovec) koje redovito obogaćuje novim naslovima. Udruga djeluje na području cijele Međimurske županije, a sjedište joj je u Čakovcu na adresi Bana Josipa Jelačića 22B, gdje u sklopu Tehnološko inovacijskoga centra Međimurje (TICM) ima svoj prostor za klupska druženja. Udruga ima pedesetak članova. Većini je članova fotografija i fotografiranje hobi, dok se nekolicina njome bavi profesionalno. Klub aktivno djeluje i putem mrežnih stranica. 

## Edukacija o fotografiji
Svoju edukativnu misiju Fotoklub Čakovec praktično provodi putem palete fotografskih radionica za građanstvo i to od početničkih pa sve do usko specijaliziranih fotografskih radionica. Osim radionica o fotografiji javnost educiraju putem knjiga. Na mrežnim stranicama redovito objavljuju i različite tematske tekstove o fotografiji i vijesti.

## Vanjske poveznice
Mrežne stranice Fotokluba Čakovec